# سالم بن سعيد بكير
سالم بن سعيد بكيِّر باغيثان (1323 - 1386 هـ) فقيه وعالم ومفتي الشافعية بتريم. كان المرجع في الفتاوى وعليه يعتمد في كل المسائل والقضايا الشرعية وتعد كلمته هي الكلمة النهائية لثقة الناس به، وكان لا يفتي إلا بالمعتمد في مذهب الإمام الشافعي مع اطلاعه على أقوال أكثر المذاهب.

## مولده ونشأته
ولد بوادي عيديد بتريم في رجب سنة 1323 هـ، وبها نشأ في عائلة تحترف الزراعة والغراسة، صرفه والده منذ نعومة أظفاره عن تلك الحرفة إلى مناهل العلم والمعارف، فقرأ القرآن على الشيخ عبد الرحمن بن محمد باحرمي في معلامة بارشيد. ثم في سنة 1334 هـ التحق بمدرسة جمعية الحق ودرس على المدرسين بها حتى تخرج من تلك المدرسة ودرس برباط تريم. وكان ذا ذكاء وألمعية منذ صغره، وأفتى في حياة بعض شيوخه.

## شيوخه
له شيوخ أخذ عنهم وتتلمذ عليهم منهم:
| - أحمد بن عمر الشاطري - حسن بن محمد عرفان بارجاء - أبو بكر بن أحمد الخطيب - عبد الله بن عمر الشاطري | - عبد الباري بن شيخ العيدروس - علوي بن عبد الرحمن المشهور - علي بن عبد الرحمن المشهور - عبد الله بن عيدروس العيدروس | - محمد بن سالم السري - محمد بن حسن عيديد - حامد بن محمد السري - أبو بكر بن محمد السري | - علوي بن عبد الله بن شهاب الدين - علوي بن أبي بكر خرد - سعيد بن سعد بن نبهان |

## تلاميذه
ومن أجلّ من درس عليه وتخرج به:
| - ابنه علي بن سالم بكير - فضل بن عبد الرحمن بافضل - عبد الرحمن بن حامد السري - عبد القادر بن عبد الرحمن الجنيد | - حسين بن عبد الرحمن بن شهاب الدين - أحمد بن عبد الله ابن الشيخ أبي بكر بن سالم - محمد بن سالم بن حفيظ - محمد بن أحمد الشاطري | - سالم بن علوي خرد - محمد بن علوي بن شهاب الدين - محسن بن محمد الحبشي - جعفر الصادق بن محمد العيدروس | - حسن بن عبد الله الشاطري - سالم بن عبد الله الشاطري - زين بن إبراهيم بن سميط |

## أعماله
درّس في مدرسة جمعية الحق مدة بعد انفصال شيخه أحمد الشاطري عنها سنة 1340 هـ، وعمره حينها 17 عاما، وكان أراد أن ينفصل هو الآخر ولكن الإدارة رغبته في البقاء وعينته مدرسا، وكان أثناء تدريسه بمدرسة جمعية الحق يتردد إلى المدرسة المختصة بحفظ القرآن بقبّة أبي مريّم، وابتدأ في حفظ القرآن في شوال سنة 1343 هـ وأتم حفظه في محرم سنة 1344 هـ، وكان المقرئ في ذلك الحين هو عبيد الله بن عوض المصلي. ولما أسس شيخه أحمد الشاطري مدرسته جمعية نشر الفضائل التحق بها مدرسا في أحد فروعها مدة غير قليلة، ثم في سنة 1346 هـ التحق برباط العلم بتريم مدرسا بطلب من شيخ الرباط عبد الله بن عمر الشاطري واستمر يدرس في الرباط بين العشاءين مدة طويلة قرئت عليه فيها العديد من الكتب الفقهية المطولة والمختصرة، كما درس بالمعهد الفقهي الذي افتتح بتريم سنة 1377 هـ، وبمدرسة الإقبال بدمون من ضواحي تريم. وانضم وهو في الثلاثينات من العمر إلى هيئة مجلس القضاء الشرعي بتريم التي فيها بعض مشايخه. ثم بعد ذلك أسس في تريم مجلس للإفتاء فعهدت إليه رئاسته واستمر رئيسا للمجلس إلى وفاته.

## مؤلفاته
له مؤلفات منها:
| - «فتح الإله المنان مما جمعه من فتاوى الشيخ العلامة المحقق والفقيه المدقق سالم بن سعيد بكير باغيثان» - «إقامة البراهين والأدلة وكشف تمويهات الآراء المضلة في حكم تعميم الرؤية وتوحيد إثبات الأهلة» - «وضوح البطلان في الحكم بعدم الفطر بالحقن بالإبرة في نهار رمضان» - «تذكير طلاب النجاة بأحكام الإسلام فيمن ترك الصلاة» - «تحذير المسلمين من دسائس وضلالات المفسدين في الدين» | - «القول المبين في تجهيز موتى المسلمين» - «تعليقات وحواشي على كتاب عماد الرضا في بيان أدب القضاء» - «تعليقات على كتاب الياقوت النفيس في مذهب ابن إدريس» - «تقريرات على إيضاح العمدة بشرح الزبدة في نظم مسائل العهدة» - «دفع الاعتراض وتحقيق الحق في صلاة الخمسة الفروض» |

## وفاته
توفي ببلدة تريم ضحوة الثلاثاء الثاني عشر من شهر جمادى الآخرة سنة 1386 هـ، ودفن آخر العشية من ذلك اليوم بمقبرة الفريط وقد اجتمع لتشييعه جموع غفيرة، وردوا إلى تريم لحضور الصلاة عليه من مدن حضرموت القريبة والنائية.

## وصلات خارجية
- حضرموت: ندوة علمية عن حياة الشيخ سالم سعيد بكير وجهوده العلمية - نشوان نيوز.